# San Antonio Oeste
San Antonio Oeste est une ville d'Argentine, chef-lieu du département de San Antonio (Río Negro), en province de Río Negro. La ville est située sur le rebord côtier ouest de la baie de San Antonio, à l'intérieur du golfe de San Matías.

## Activité économique
Son activité économique est centrée sur la pêche, l'exportation et le tourisme. Dans son municipe se trouve le port en eau profonde de San Antonio Este, ainsi que la localité touristique de Las Grutas, importante station balnéaire de la Patagonie argentine.
Dans les années 1930, le port de la ville était très important pour la Patagonie et surtout pour la province de Río Negro. La ville était le second marché de laine du pays. La laine était classifiée à San Antonio Oeste selon sa qualité et s'exportait en totalité par le port, avec transbordement à Buenos Aires dans des bateaux de plus grand tonnage.
Mais cette activité décrût rapidement lors de l'arrivée du chemin de fer Buenos Aires-Bariloche. En 1944 le port de l'ouest appelé "Punta Verde", cessa de fonctionner.
Depuis 2000, le port de l'ouest fonctionne avec un minimum d'activité pêchière. Le port en eau profonde de San Antonio Este, a été inauguré du côté est.

## Climat
La température moyenne annuelle est de 15,3 °C et l’humidité relative moyenne annuelle est de 56 %. En été, le vent souffle à une vitesse moyenne de 19 km/h.
| Mois                              | jan. | fév. | mars | avril | mai  | juin | jui. | août | sep. | oct. | nov. | déc. | année |
| --------------------------------- | ---- | ---- | ---- | ----- | ---- | ---- | ---- | ---- | ---- | ---- | ---- | ---- | ----- |
| Température minimale moyenne (°C) | 16,6 | 15,8 | 13,3 | 9,6   | 6,4  | 3,4  | 3,3  | 4    | 6    | 9,2  | 12,5 | 15   | 9,6   |
| Température maximale moyenne (°C) | 30,2 | 29,3 | 25,8 | 22,8  | 17   | 13,6 | 13,5 | 15,7 | 18,2 | 22   | 25,9 | 28,6 | 21,9  |
| Précipitations (mm)               | 20,8 | 20,5 | 30,7 | 22,2  | 27,4 | 18,1 | 21,7 | 15,7 | 16,3 | 19   | 18,8 | 19,8 | 243,8 |

## Tourisme

### Punta Verde y “El Arbolito de Salas”
Points de rencontre et sites de débarquement de la pêche artisanale. Tous les jours, départs et arrivées sur ces rivages des dizaines de bateaux de pêche. Plages sauvages de l'estuaire de San Antonio.

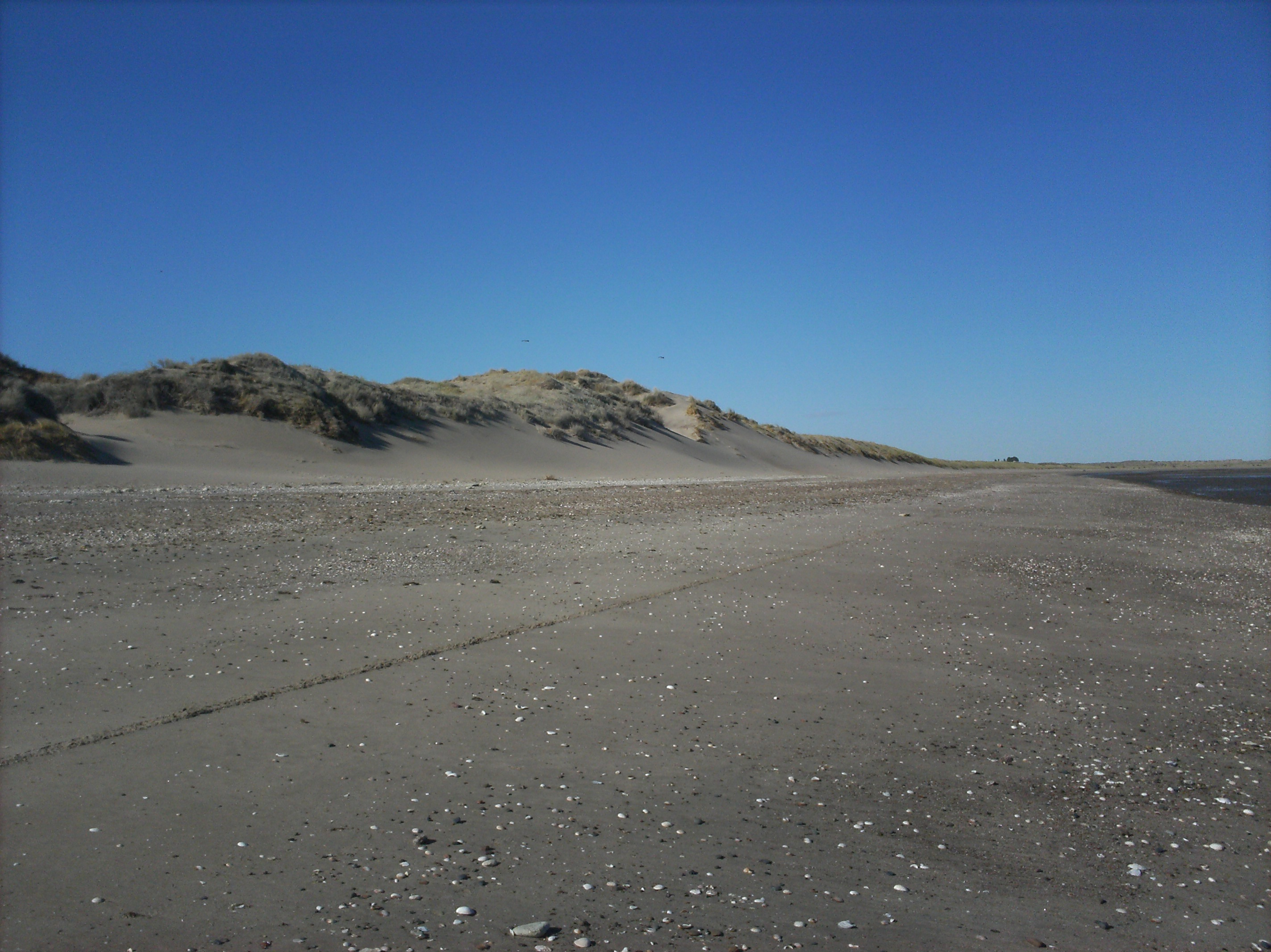
Playas del pueblo dominadas por exuberantes médanos.

### Costanera San Antonio ("la marée" et la jetée de pêche)
Spa avec des infrastructures de base et un service de sauveteurs. Grâce aux eaux calmes, ce sont des sites appropriés pour les sports nautiques (planche à voile, le canotage, le ski nautique, la plongée en apnée, etc.).

### Circuit historique
Promenade à travers la vieille ville, le musée historique et culturel.

### Caleta Falsa et les plages du port
Spas d'eau calme et chaleureuse. Pêche depuis la rive et en bateau. Plongée en apnée.
Pour ces plages qui s'étendent sur des miles, appelées La Conchilla (son nom est due à la présence de traces de bivalves qui quittent leur «coquille» de calcium sur la plage, ce qui lui donne une couleur blanche unique), en ce lieu, sont près de milliers de touristes amateurs de la pêche côtière pour attraper du pejerrey. Cette côte est si important pour cette capture, que se tient chaque année le concours national Las 6 Horas Del Pejerrey" organisée par le club nautique local, avec une grande acceptation est réalisée pendant les mois d'octobre ou novembre, avec plus de 200 pièces pour chaque pêcheur. Aussi ce lieu est encore à la virginité de ses plages et de dunes, se trouve dans le même lieu un secteur de concentration de lions de mer sur la pointe de la côte appelé « Punta Villarino », et à quelques kilomètres de là, 5 km au nord de cet endroit est le Puerto del Este. C’est un port naturel en eau profonde, où les plus grands navires de charge arrivent, pour l'exportation de produits locaux, tels que pommes, poires, jus de fruits, raisins, etc.

## Population
La ville comptait 16 966 habitants en 2001, soit une hausse de 19,4 % par rapport à 1991. Le chiffre de 2001 inclut la population de Las Grutas.